# Université du Reich de Strasbourg
Reichsuniversität Straßburg
L’université du Reich de Strasbourg,, (en allemand : Reichsuniversität Straßburg ou Strassburg, parfois abrégée RUS, ou simplement désignée « Reichsuniversität »), est une institution créée par le régime nazi à la suite de l’annexion de facto de l’Alsace par le Reich allemand pour remplacer les services de l’université de Strasbourg repliés à Clermont-Ferrand depuis le début de la Seconde Guerre mondiale.
Inaugurée le 23 novembre 1941, la nouvelle université est gérée par le parti national-socialiste qui met en œuvre la « germanisation » et la « nazification » du savoir scientifique. Dotée de moyens financiers importants dans l’optique de « détrôner la Sorbonne », elle accueille des savants venus de toute l’Allemagne comme le physicien Carl Friedrich von Weizsäcker contribuant aux recherches sur l’armement nucléaire.
La RUS compte également des membres de la SS parmi ses effectifs, notamment l'anatomiste August Hirt. Ses recherches pseudo-scientifiques en anthropologie raciale le mènent à des expériences sur des cobayes humains issus du camp de concentration de Struthof-Natzweiler afin de créer une collection de squelettes juifs. Les corps de quatre-vingt-six victimes sont ainsi retrouvés le 1er décembre 1944 à la suite de la libération de Strasbourg.
Après six semestres d’ouverture, les services de la RUS sont transférés à Tübingen par décret le 18 décembre 1944 pour y connaître une continuité administrative qui cesse définitivement le 9 avril 1945 à l’approche des troupes alliées. Bien que repliée en Auvergne durant la guerre et non impliquée dans les crimes perpétrés par les autorités nazies, l’université de Strasbourg doit aujourd'hui composer avec cet héritage faisant l'objet d'un devoir de mémoire,.

## Origine
En 1934 la conception de Reichsuniversität prend forme en tant qu'exemple national-socialiste. Fin 1938 il est décidé d'implanter des Reichsuniversitäten en dehors du Reich, uniquement dans les territoires qui seront ultérieurement annexés, afin qu’elles amènent ses valeurs intrinsèques et qu’elles participent au rayonnement culturel, économique, et surtout politique, du Reich. 
 Les trois principales Reichsuniversitäten qui seront fondées (Reichsuniversität Prag, Reichsuniversität Posen et Reichsuniversität Straßburg) rempliront ce rôle, chacune en fonction de sa situation.
 Si la Reichsuniversität Straßburg doit devenir le « rempart combattant du grand Reich allemand national-socialiste contre l'Occident », les deux autres, à Prague et à Posen, sont appelées à jouer ce même rôle contre le monde slave.

## Histoire
(janvier 2021).
Dès le début de la guerre, Strasbourg alors située sur la frontière allemande est déclarée zone militaire par l'état-major français, l'université tout comme la population de la ville est alors évacuée.
Après l'armistice du 22 juin 1940, les Allemands annexèrent de facto l'Alsace-Moselle, rouvrirent l'université de Strasbourg et enjoignirent aux professeurs et étudiants alsaciens-mosellans de rentrer immédiatement. En août 1940, Robert Wagner, le chef de l'administration civile, lance ainsi son « opération Alsace » afin de faire rentrer à grands frais les Alsaciens dans leur pays ; elle dure jusqu'en avril 1941. Un certain nombre d'entre eux refusèrent toute idée de retour et réussirent à convaincre Vichy de maintenir ouverte l’université française de Strasbourg à Clermont-Ferrand. Un nouveau recteur de l'université, Karl Schmidt, professeur d'ophtalmologie, est nommé par les nazis.
Mais les nazis ne se contentent pas de rouvrir l’université telle quelle, ils décident de recréer l'université dans la continuité de la Kaiser-Wilhelm-Universität, l'ancienne université impériale allemande de Strasbourg établie de 1872 à 1918, date à laquelle elle retourna à la France. 
 Les personnels de l'université viendront de tout le Troisième Reich, ainsi l'université accueillera le physicien et philosophe allemand Carl Friedrich von Weizsäcker qui travaille à cette époque dans l'équipe de recherche qui essaya de développer l'arme atomique en Allemagne. Les transactions pour la nomination des différents professeurs débutent dès janvier 1941, mais le choix du collège entier d'une université est difficile et cela d'autant plus qu'il y a chevauchement de prérogatives entre Robert Wagner et Bernhard Rust, ministre des Sciences, de l'Éducation, et de la Formation populaire (conflit qui nécessitera même l'intervention d’Adolf Hitler en personne). 
Les nazis vont investir massivement dans la rénovation, le remeublement, la construction, la reconstitution des bibliothèques et l'installation d'appareillages sophistiqués. En parallèle, ils récupèrent aussi, dès 1941, tous les livres et tout le matériel scientifique des différents Instituts de l'université qui ont été évacués à Clermont-Ferrand, Paris, Bordeaux, Lyon, et en Dordogne. 
 Le 23 novembre 1941, et cela bien que tout ne soit pas encore au point (certains cours de la faculté des Sciences et les cours de sciences fondamentales de la faculté de médecine ne pourront pas avoir lieu à la rentrée faute d'avoir terminé les aménagements des locaux), a lieu l'inauguration de la « Reichsuniversität Straßburg ». 
 Le nouveau corps professoral prend forme et tous doivent signer leur allégeance politique, ainsi pour la faculté de médecine on peut constater que 100 % de ses professeurs sont membres du NSDAP et que même 25 % sont membres des SA et 21 % des SS (comme les professeurs August Hirt, Otto Bickenbach et Eugen Haagen), des pourcentages très nettement supérieurs à la moyenne de la population médicale allemande.

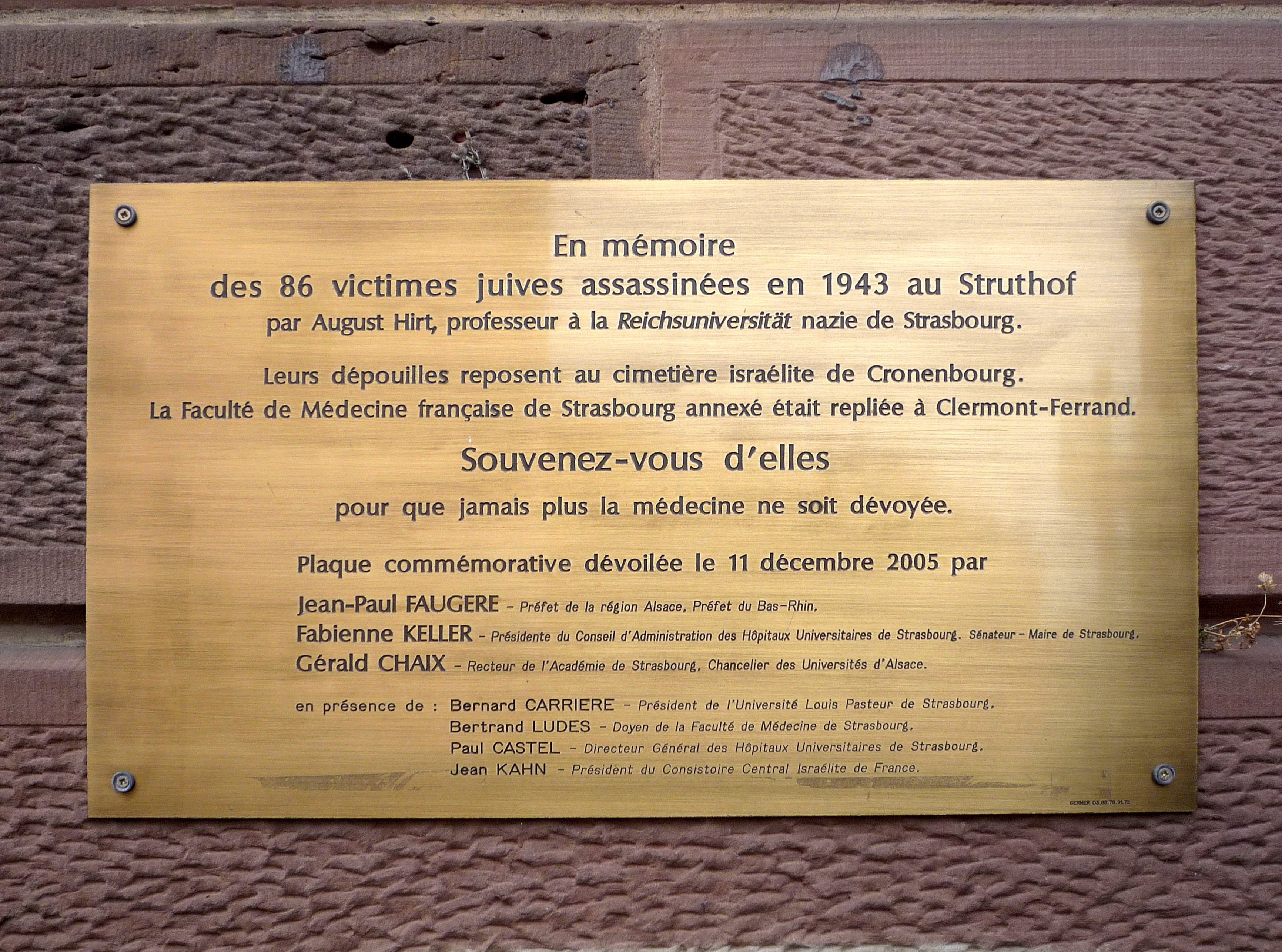
Mémorial des victimes des recherches racistes d'August Hirt à l'Institut d'anatomie de Strasbourg

 L'université allemande fut le théâtre des recherches pseudo-scientifiques et antisémites du médecin allemand, membre des SS et de l'Institut d'anthropologie raciale Ahnenerbe August Hirt. Celui-ci entre en poste aux Hôpitaux universitaires de Strasbourg, plus précisément à l'Institut d'anatomie normale. C'est dans le cadre de ses études raciales, qu'il conçoit le projet d’une collection de squelettes juifs et c'est pour cette raison qu'il présente son plan de recherches au Reichsführer-SS Heinrich Himmler. Ce dernier approuve le projet, et Hirt peut commencer « ses expériences médicales ». C'est à ce stade que des hommes et des femmes sont « sélectionnés » en août 1943 au camp d'Auschwitz par son assistant, l'anthropologue SS Bruno Beger, avant d'être envoyés au camp de concentration du Struthof-Natzweiler, situé non loin de Strasbourg, en Alsace. Divisés en quatre groupes, ils sont successivement gazés quelques jours après et leurs cadavres sont mis à sa disposition afin qu'il puisse séparer les têtes et étoffer sa collection de squelettes.
L'importance (militaire) de certains instituts de l'université est telle qu’ils sont évacués dès le débarquement des Alliés en Normandie en juin 1944. Ainsi l’institut de recherche de la faculté de médecine reçoit l'ordre de se replier sur Tauberbischofsheim et sur Wurtzbourg. 
 Étant donné la menace de l'avance des troupes alliées, en septembre 1944 le projet de collection de squelettes juifs de Hirt est abandonné et Himmler ordonne l'élimination de toute trace de cette collection compromettante. Dans la deuxième semaine d'octobre 1944, le ministre de l'Éducation, Rust, ordonne l'évacuation de la "Reichsuniversität Straßburg". Hermann Göring, en tant que président du Conseil de la Recherche du Reich, ordonne quant à lui l'évacuation des instituts universitaires de Strasbourg s'occupant de « travaux d'intérêt de guerre » (ce qui concerne principalement les scientifiques de la faculté des sciences). Les instituts et leur matériel (livres, registres, lampes, appareils, chaises, armoires…) sont envoyés à Tübingen, puis aux alentours. La "Reichsuniversität Straßburg" va alors fonctionner en parallèle avec l'université de Tübingen. Cependant, surpris par l'avancée des troupes de la 2e division blindée (2e DB) du général Leclerc, une partie du personnel, principalement ceux des facultés de médecine, de droit et de philosophie à qui le Gauleiter avait ordonné de rester à Strasbourg, va être fait prisonnier lors de l'entrée des troupes alliées dans la ville, le 23 novembre 1944.
 Par décret du 18 décembre 1944, le siège de la Reichsuniversität Straßburg est transféré à Tübingen. Mais du fait qu'une grande partie de ses enseignants et de ses étudiants a été rappelée sous l'uniforme, elle n'est plus très active.
Le 9 avril 1945, la Reichsuniversität Straßburg à Tübingen cesse définitivement toute activité et dix jours plus tard la ville est occupée par les troupes alliés.
On découvrira plus tard les restes de quatre-vingt-six cadavres, ayant servi aux « expériences » de Hirt. Ils seront inhumés le 23 octobre 1945 dans le cimetière municipal de Strasbourg-Robertsau avant d'être transférés en 1951, dans le cimetière israélite de Cronenbourg.

## Commission d'enquête historique pour l’histoire de la Faculté de médecine de la RUS
Le 28 janvier 2015, l'Université de Strasbourg réfute catégoriquement les accusations lancées par le médecin et chroniqueur médical Michel Cymes dans son ouvrage Hippocrate aux enfers : les médecins des camps de la mort, traitant ces affirmations de « rumeurs ». 
L'auteur y affirme en effet que la faculté de médecine de Strasbourg abriterait encore à cette date dans ses murs des éléments humains de victimes juives du médecin nazi August Hirt, notamment des coupes anatomiques provenant de certaines de quatre-vingt-six de ses victimes.
Le communiqué de l'Université affirme qu'une partie de ces restes ont été enterrés au cimetière juif de Cronenbourg en décembre 1944 et que les corps ont quitté l'institut en septembre 1945.
« Depuis septembre 1945, il n'y a donc plus aucune de ces parties de corps à l'institut d'anatomie et à l'université de Strasbourg ». Affirmer qu'auraient subsisté ou pourraient subsister des restes de victimes juives à l'université ou à l'institut, comme l'affirme Michel Cymes, est « faux et archi-faux », déclare alors le président de l'université de Strasbourg et pharmacologue, Alain Beretz.
Cependant, le 9 juillet 2015, le médecin et historien Raphael Toledano, auteur de plusieurs travaux sur les pratiques nazies dans la faculté de médecine de Strasbourg pendant le IIIe Reich dont une thèse, lauréate du prix de la Fondation Auschwitz et d'un documentaire sur la question, parvient à identifier avec le concours du directeur de l’Institut de médecine légale de Strasbourg, le professeur Jean-Sébastien Raul, plusieurs restes humains parmi lesquels des fragments de peau d’une victime de chambre à gaz contenus dans un bocal.
La présence dans ces lieux de bocaux « contenant des prélèvements effectués au cours des autopsies judiciaires réalisées sur les victimes juives de la chambre à gaz du camp de concentration de Struthof-Natzwiller » avait en effet été mentionnée formellement en 1952 par le professeur de médecine légale de la faculté de médecine de Strasbourg de l'époque, Camille Simonin, dans une lettre que Raphael Toledano avait pu examiner.
Le chercheur découvre également dans la faculté deux éprouvettes contenant le contenu de l’intestin et de l’estomac d’une victime ainsi qu'un galet matricule utilisé lors de l’incinération des corps au camp de concentration alsacien de Natzwiller-Struthof. 
Ces restes sont identifiés comme appartenant à plusieurs des 86 victimes du projet de « collection de squelettes juifs » mis en place par l’anatomiste nazi August Hirt.
Alors que la majorité des restes des victimes, en grande partie découpés, avaient été découverts par les alliés en 1944 peu après la libération de Strasbourg et rapidement inhumés dans un cimetière juif, ces préparations retrouvées dans l'institut ont pour leur part été constituées à la demande d’August Hirt pour documenter les crimes commis au camp du Struthof.
Le matricule 107969, notamment, figurant sur une des étiquettes, correspond, comme le confirment les archives, au numéro tatoué au camp d’Auschwitz sur l’avant-bras de Menachem Taffel, l'une des 86 victimes de la « collection » constituée par August Hirt.
Dans un article scientifique paru en mai 2016 dans la revue Annals of Anatomy intitulé « Anatomy in the Third Reich – The Anatomical Institute of the Reichsuniversität Strassburgand the deliveries of dead bodies », Raphael Toledano publie le résultat de ses recherches et recommande entre autres la création d'une commission historique.
Le 27 septembre 2016, l’Université de Strasbourg met alors en place une commission historique internationale et indépendante pour éclairer l’histoire des activités de la Reichsuniversität Straßburg (RUS) entre 1941-1944, particulièrement celles de la Faculté de médecine au sein de la Reichsuniversität sous le IIIe Reich ainsi que dans la période ultérieure.
La commission, nommée Commission historique pour l’histoire de la Faculté de médecine de la RUS (CHRUS) est indépendante et internationale. 
Elle est composée d'experts extérieurs, de membres de l’Université de Strasbourg et de personnes extérieures qualifiées.
Huit experts extérieurs à l’Université de Strasbourg y oeuvrent : Isabelle von Bueltzingsloewen (Université de Lyon II) vice-présidente recherche et experte pour l’histoire de la psychiatrie nationale-socialiste en France et en Allemagne et de la surmortalité des internés en hôpital psychiatrique de la période, Corine Defrance (CNRS, UMR 8138 SIRICE, Paris) spécialiste en histoire contemporaine et du temps présent franco-allemande et en particulier de l‘épuration, Sabine Hildebrandt (Global Health and Social Medicine, Harvard Medical School & Boston Children’s Hospital, États-Unis), Hans-Joachim Lang (Université de Tübingen, Allemagne) anthropologie culturelle,  Volker Roelcke (Université de Giessen, Allemagne), histoire de la médecine, directeur de l’institut d’histoire de la médecine, Carola Sachse (Université de Vienne, Autriche) histoire contemporaine, Florian Schmaltz ( Max Planck Institut für Wissenschaftsgeschichte de Berlin, Allemagne) histoire contemporaine et des sciences, Paul Weindling (Oxford Brookes University, Grande-Bretagne) histoire de la médecine.
Cinq membres issus de l’Université de Strasbourg y participent : Christian Bonah, histoire des sciences de la vie et de la santé, Catherine Maurer, histoire contemporaine, Jean-Marie Le Minor, professeur d’anatomie (retrait de la Commission le 18 septembre 2017), Jean-Sébastien Raul, directeur de l'institut de médecine légale, Norbert Schappacher, histoire des mathématiques.
Deux personnes extérieures qualifiées font partie de la commission : Frédérique Neau-Dufour, historienne, Raphael Toledano, chercheur indépendant (retrait de la Commission le 29 mai 2018).
La commission est présidée par Paul Weindling (Oxford Brookes University) et Florian Schmaltz (Max Planck Institut).
Les travaux de la commission, d'un coût de 741 000 euros, sont financés à hauteur de 82 %  par l’université de Strasbourg, 12 % par l'état français et 6 % par la Fondation pour la mémoire de la Shoah.
En cinq ans de travail, quinze chercheurs examinent 150 000 pages d’archives.
Les résultats des travaux sont rendus public le 3 mai 2022 dans un rapport de 500 pages.
Huit décennies plus tard, l’Université de Strasbourg fait enfin la lumière sur la participation de sa faculté de médecine aux « crimes médicaux de guerre » commis en Alsace occupée par les nazis.
La commission a pu établir que l’Institut d’anatomie avait fait des prisonniers de guerre « sa source principale d’approvisionnement en corps » destinés aux travaux d’étude et que le camp de sûreté de Vorbruck-Schirmeck et le camp de concentration du Struthof, situés en Alsace, ont servi de « sources d’approvisionnement en êtres humains pour au moins trois professeurs » allemands de médecine, « dans le cadre d’expérimentations humaines ».
August Hirt a aussi mené des expérimentations avec du gaz moutarde, dont les victimes ont été identifiées par la commission.
Au cours de ses investigations, elle a trouvé à la faculté de médecine des lames histologiques destinées à être observées au microscope ainsi que des organes humains conservés à des fins d’enseignement, datant des années 1941-1944. Dans l’ensemble, les 292 thèses réalisées pendant cette période n'ont pas respecté les directives éthiques relatives aux activités médico-thérapeutiques.
Des sources inédites ont permis aux chercheurs de renseigner les tests de vaccins contre le typhus réalisés sur des prisonniers par Eugen Haagen et les expériences au phosgène, un gaz de combat, menées par le médecin Otto Bickenbach.
La Commission historique a créé  un site wiki « Biographies autour de la Medizinische Fakultät der Reichsuniversität Straßburg 1941-1944 ». 
Publié en open access (accès ouvert), non commercial, d’intérêt public et conçu selon les standards scientifiques et historiques universitaires, ce wiki édité par un comité éditorial est hébergé par l’Université de Strasbourg. Il est destiné à servir de base de données et de publication numérique d’information, d’enseignement et de recherche collaboratives, interactives et évolutives sur la question.
Les données saisies sont validées et expertisées scientifiquement avant leur publication en ligne et leur diffusion publique.
La gestion scientifique de la plateforme MediaWiki est assurée par le Département d’histoire des sciences de la vie et de la santé (DHVS) de l’Université de Strasbourg.
Ce site comporte plus de 1 200 fiches biographiques correspondant aux personnes identifiées au cours des recherches de la commission et collectées en vue d'une étude approfondie. 
Toute personne disposant de documents de la période ou ayant des propositions de contribution est invitée à les proposer au comité de rédaction.

## Professeurs
À partir de l'automne 1941, soixante et onze professeurs sont envoyés de toute l'Allemagne à la Reichsuniversität Straßburg. Parmi ceux-ci voici une liste non exhaustive:
- Ernst Anrich (de), doyen de la faculté de philosophie de 1941 à 1942 et fondé de pouvoir du "Reichsdozentenführer" (chef des professeurs d'université du Reich) pour l'université de Strasbourg.
- Hans Bender, psychologue et médecin allemand. Il est connu pour être le fondateur de l'Institut für Grenzgebiete der Psychologie und Psychohygiène (IGPP) qui est un grand centre privé menant des recherches en parapsychologie
- Otto Bickenbach, directeur (collégial) de l'Institut de Recherche de la faculté de Médecine, département Médecine.
- Georg Dahm, prorecteur, professeur de droit.
- Wolfgang Finkelnburg, physicien
- Rudolf Fleischmann, physicien, directeur (collégial) de l'Institut de recherche de la faculté de Médecine.
- Gunther Franz, historien.
- Eugen Haagen, directeur de l'Institut d'Hygiène de la faculté de Médecine.
- August Hirt, directeur de l'Institut d'anatomie, doyen de la faculté de Médecine en 1945.
- Kurt Hofmeier, médecin chef de l'hôpital pédiatrique.
- Ernst Rudolf Huber, nommé expert à la faculté de droit.
- Georg Niemeier (de), doyen de la faculté des Sciences.
- Robert Pohl, physicien.
- Friedrich Schaffstein (de), doyen de la faculté de Droit.
- Karl Schmidt, professeur d'ophtalmologie, nommé recteur de l’université de fin 1940 à fin 1944.
- Johannes Stein, doyen de la faculté de médecine de 1941 à 1944, directeur de la clinique médicale.
- Carl Friedrich von Weizsäcker, philosophe et physicien, il fit partie de l'équipe de recherche qui a essayé de développer l'arme atomique en Allemagne durant la Seconde Guerre mondiale.

### Rapports
- Christian Bonah, Florian Schmaltz et Paul Weindling, « Rapport final de la Commission historique pour l’histoire de la faculté de médecine de la Reichsuniversität Straßburg 2017-2022 », sur Unistra, 1er mai 2022
- « Rus-Med », sur rus-med.unistra.fr (consulté le 4 novembre 2024)

### Filmographie
- L’université de Strasbourg sous le IIIe Reich (Forschung und Verbrechen: Die Reichsuniversität Straßburg), de Filmbüro Süd (prod.) et de Kirsten  Esch (réal.), SWR/Arte, 2017, 52 minutes [présentation en ligne] : film documentaire consacré à la Reichsuniversität Straßburg (diffusé le 5 juin 2018) ;
- Le nom des 86, de Dora films (prod.) et de Emmanuel  Heyd et Raphael Toledano (réal.), Alsace 20, 2014, DVD, 63 minutes [présentation en ligne] : documentaire consacré à quatre-vingt-six victimes juives tuées par le régime nazi pour constituer la collection anatomique de la Reichsuniversität de Strasbourg.